# Koldingkoggen
Koldingkoggen (eller Kolding-koggen) er et skibsvrag, som blev fundet i 1943 i Kolding Fjord. Den er dendrokronologisk dateret til kort efter 1190, hvilket var under Knud 6.s regenttid, men det er uvist, hvornår skibet sank. Det blev dog ikke hævet med det samme, men placeret undervands til senere undersøgelse.
Koldingkoggen blev hævet af Nationalmuseet i 2001, til nærmere undersøgelse og opmåling, i forbindelse med Nationalmuseets undersøgelse om de ældste danske skibe. I den forbindelse blev det fastslået, at det var en ca. 19 m lang og 7 m bred kogge, som blev bygget i egetræ omkring år 1190. Egetræet stammer sandsynligvis fra området ved Haderslev. Den har desuden haft stævnror, og det er dermed det hidtil ældste kendte fund af et skib, der med sikkerhed har haft stævnror. Derudover er der også fundet keramik, som svarer til den keramik, der var på Kolding-egnen i 1200-tallet.

## Konservering og rekonstruktion
Siden koggen blev hævet i 2001, har den været opmagasineret i store kar på Koldinghus, da hverken Nationalmuseet eller Museet på Koldinghus har midler til at få skibet restaureret. Museet på Koldinghus forsøger at indsamle midler til en konservering og udstilling af skibet for at undgå, at det igen bliver nedsænket i fjorden. I 2016 tog Kolding Kogge Laug initiativ til at starte en indsamling med det formål at bygge en kopi af skibet.